# Седейак
Седейа́к (фр. Sédeilhac, окс. Sedelhac) — коммуна во Франции, находится в регионе Юг — Пиренеи. Департамент — Верхняя Гаронна. Входит в состав кантона Монрежо. Округ коммуны — Сен-Годенс.
Код INSEE коммуны — 31539.

## География

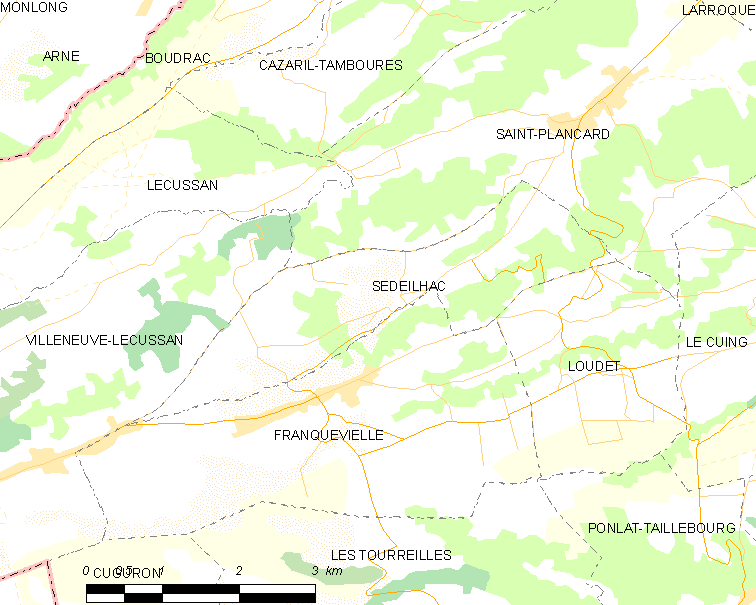
Карта коммуны

Коммуна расположена приблизительно в 650 км к югу от Парижа, в 90 км к юго-западу от Тулузы.

## Климат
Климат умеренно-океанический. Зима мягкая и снежная, весна характеризуется сильными дождями и грозами, лето сухое и жаркое, осень солнечная. Преобладают сильные юго-восточные и северо-западные ветры.

## Население
Население коммуны на 2010 год составляло 55 человек.
| 1962 | 1968 | 1975 | 1982 | 1990 | 1999 | 2010 |
| ---- | ---- | ---- | ---- | ---- | ---- | ---- |
| 126  | 113  | 97   | 76   | 76   | 69   | 55   |

## Экономика
В 2010 году среди 34 человек трудоспособного возраста (15—64 лет) 27 были экономически активными, 7 — неактивными (показатель активности — 79,4 %, в 1999 году было 57,1 %). Из 27 активных жителей работали 24 человека (14 мужчин и 10 женщин), безработных было 3 (1 мужчина и 2 женщины). Среди 7 неактивных 2 человека были учениками или студентами, 5 — пенсионерами, 0 были неактивными по другим причинам.